# メトリンゲン
メトリンゲン (ドイツ語: Medlingen) は、ドイツ連邦共和国バイエルン州シュヴァーベン行政管区のディリンゲン・アン・デア・ドナウ郡に属す町村（以下、本稿では便宜上「町」と記載する）である。

## 地理

### 位置
メトリンゲンは、シュヴェービシェ・アルプ辺縁部のドナウタールに位置しており、バーデン＝ヴュルテンベルク州との州境に直接面している。メトリンゲンは、いずれも郡庁所在地のウルム、ディリンゲン・アン・デア・ドナウ、ギュンツブルク、ハイデンハイム・アン・デア・ブレンツのほぼ中央に位置している。

### 自治体の構成
この町は、4つのゲマインデタイル（村落、集落、開墾地などの小地区）からなる
- ベヒンガーミューレ
- オーバーメトリンゲン
- ウンターメトリンゲン
- フィーホーフ

### 行政共同体
1978年、自治体再編に伴い、メトリンゲンはグンデルフィンゲン・アン・デア・ドナウ行政共同体に加わった。この行政共同体には、メトリンゲンとグンデルフィンゲン・アン・デア・ドナウの他にハウンスハイムとベヒンゲン・アン・デア・ブレンツが加盟している。加盟自治体はそれぞれ自治権（独自の首長）を有している。
この行政自治体には約11,500人が住んでいる。グンデルフィンゲン・アン・デア・ドナウ市の市長が行政共同体の長を兼任する。

## 歴史
メトリンゲンという地名の最初の記録は1217年に遡る。ただしこれがオーバーメトリンゲンであるかウンターメトリンゲンであるかは判っていない。この地名は Madilo の人々を意味している。オーバーメトリンゲンは1260年に初めて記録されている。オーバメトリンゲンとウンターメトリンゲンは1317年に聖ラーデグント・メトリンゲンが教会の守護聖人に加わったことで初めて区別された。ウンターメトリンゲンは、1399年に初めて Untermedlingen と記述される以前は、Radgund-, Radgen-, Rad-, Ratenmaedlingen あるいは Nidermedlingen と記述されている。
両集落の歴史は総じてオーバーメトリンゲン修道院の歴史と密接に結びついている。

### 町村合併
オーバーメトリンゲンとウンターメトリンゲンの住民は、1973年と1974年に2回の投票を行い、両自治体の合併に賛意を示した。統合された自治体の名称はメトリンゲンとすることに大多数が賛成した。最終的に合併が成立し、自治体メトリンゲンが発足したのは1975年1月1日であった。

## 住民

### 人口推移
1988年から2018年までの間にこの町の人口は832人から1021人に、189人、約 22.7 % 増加した。

## 行政

### 議会
メトリンゲンの町議会は、12議席の議員からなる。

### 首長
2002年からシュテファン・タークラングが第1町長を務めている。2020年3月15日の選挙で彼は、96.6 % の支持票を得た。

### 行政運営
この町は、グンデルフィンゲン・アン・デア・ドナウ行政共同体に参加している。

### 紋章
図柄: 頂部は青地で、その中に、金 の松明をくわえて右（向かって左）に向かって飛びかかる銀のイヌ。主部は胸壁状の分割線で金地と赤地に斜め二分割。その上側に斜めに配置された3つの黒いシカの足跡。

## 文化と見どころ

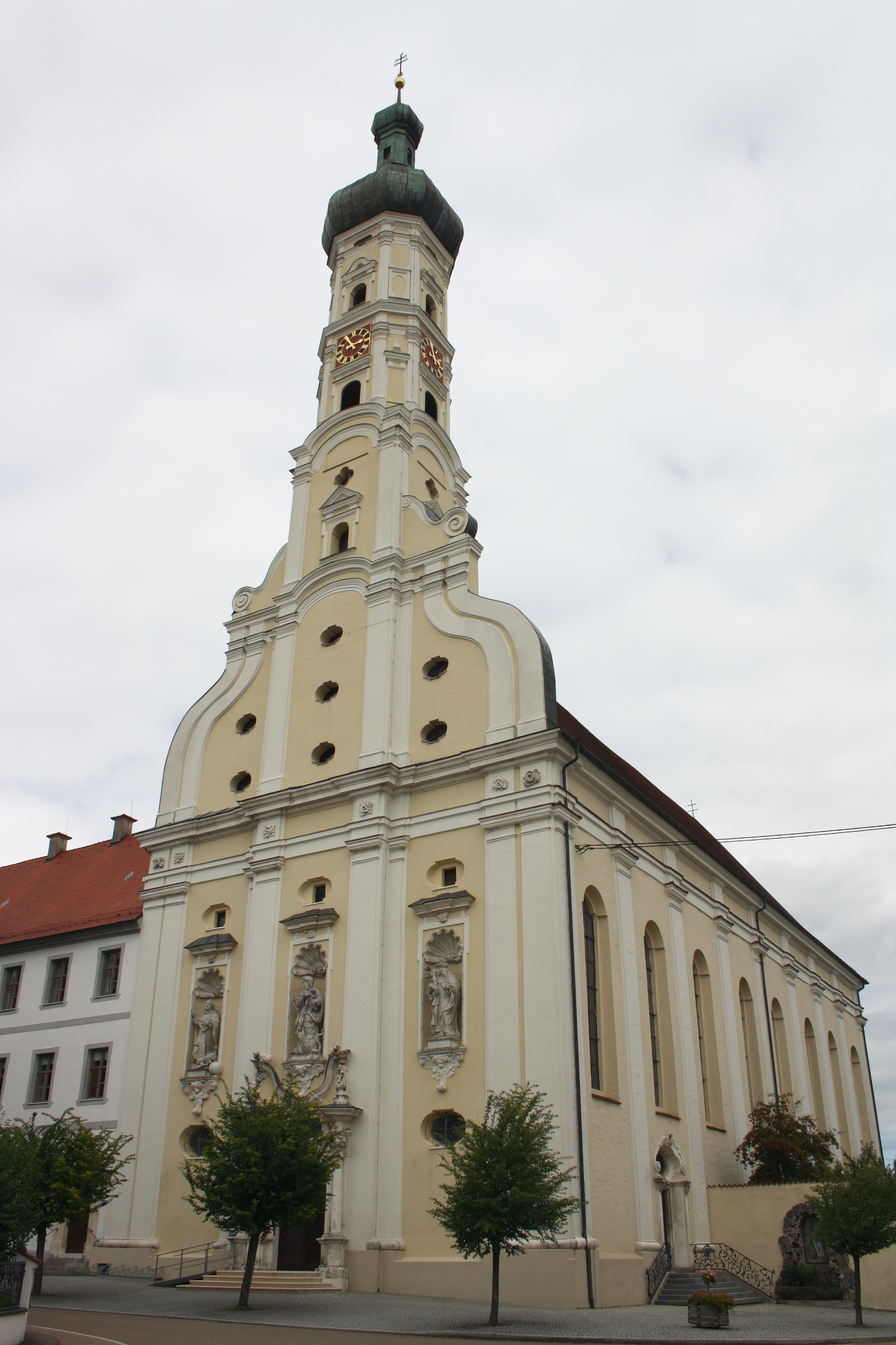
旧修道院教会

### 建築
- オーバーメトリンゲンの旧修道院と修道院教会。町の景観を決定づける高い教会塔（ドイツ語版、英語版）を持つ。
- オーバーメトリンゲンのロレット礼拝堂。豪華なロココ祭壇を持つ。1758年完成。
- ウンターメトリンゲンの聖ラーデグンディス支教会。バロック建築。1762年完成。

### 自然文化財
- オーバーメトリンゲンとベヒンゲンとの中間にある樹齢数百年の、特徴的なベヒンゲンのシナノキ（実際にはセイヨウハルニレ（ドイツ語版、英語版）の木）は、2003年に特に保護すべき自然文化財に登録された。

## 経済と社会資本

### 社会資本
メトリンゲンからは、アウトバーン7号線（連邦道492号線経由で約10分）および8号線（連邦道16号線経由で約15分）へ速やかにアクセスできる。連邦道16号線は約 2 km の距離にある。メトリンゲンは、いずれも郡庁所在地のウルム（約30分）、ハイデンハイム・アン・デア・ブレンツ（約15分）、ギュンツブルク（約15分）、ディリンゲン・アン・デア・ドナウ（約15分）から近い。